# Бехари, Николь
Нико́ль Беха́ри (англ. Nicole Beharie, род. 3 января 1985) — американская актриса.

## Биография
Николь Бехари родилась в Уэст-Палм-Бич, штат Флорида и в 2007 году окончила обучение актёрскому мастерству в Джульярдской школе. В следующем году Бехари дебютировала с главной роли в независимом кинофильме «Американская фиалка» с Элфри Вудард, а затем появилась в фильме «Экспресс: История легенды спорта Эрни Дэвиса». На телевидении она дебютировала в фильме канала Lifetime «Грехи матери», где сыграла дочь Джилл Скотт.
Бехари снялась в нескольких независимых фильмах, самый известный из которых «Стыд» с Майклом Фассбендером. В ходе съёмок у неё начался роман с актёром и в январе 2013 года они расстались. Также Бехари сыграла роль жены главного героя в фильме 2013 года «42». Также в 2013 году она получила главную женскую роль в сериале Fox «Сонная лощина».

## Фильмография
Фильмы
| Год  | Название на русском                          | Название на английском                | Роль            | Примечания                                                                                             |
| ---- | -------------------------------------------- | ------------------------------------- | --------------- | --- |
| 2008 | Американская фиалка                          | American Violet                       | Ди Робертс      | Номинация — Black Reel Award за лучшую женскую роль Номинация — Black Reel Award за лучший прорыв года |
| 2008 | Экспресс: История легенды спорта Эрни Дэвиса | The Express                           | Сара Уорд       | |
| 2011 | Мой последний день без тебя                  | My Last Day Without You               | Летиция Джонсон | Номинация — Black Reel Award за лучшую песню                                                           |
| 2011 | Стыд                                         | Shame                                 | Марианна        | |
| 2012 | Квартира 4Е                                  | Apartment 4E                          | Пайпер          | |
| 2012 | Последнее падение                            | The Last Fall                         | Фэйт Дэвис      | |
| 2012 | Женщина, ты свободна! На 7-й день            | Woman Thou Art Loosed: On the 7th Day | Бет Хатчинс     | |
| 2012 | Зеркало Между нами                           | The Mirror Between Us                 | Зора            | Короткометражный фильм                                                                                 |
| 2013 | 42                                           | 42                                    | Рэйчел Робинсон | |
| 2018 | Монстры и люди                               | Monsters and Men                      | Мишель          | |
| 2019 | Лестница Иакова                              | Jacob’s Ladder                        | Саманта Сингер  | |
| 2020 | Мисс Свобода                                 | Miss Juneteenth                       | Джонс           | |
| 2022 | Нечего терять                                | Breaking                              | Эстель Валери   | |
| 2022 | Посигналь Иисусу. Спаси свою душу.           | Honk for Jesus. Save Your Soul.       | Шакура Самптер  | |

Телевидение
| Год       | Название на русском                 | Название на английском            | Роль                        | Примечания                                          |
| --------- | ----------------------------------- | --------------------------------- | --------------------------- | --------------------------------------------------- |
| 2010      | Грехи матери                        | Sins of the Mother                | Шей                         | Телефильм канала Lifetime                           |
| 2011      | Хорошая жена                        | The Good Wife                     | Имэни Стоунхаус             | Эпизоды: «Feeding the Rat» и «Marthas and Caitlins» |
| 2012      | Закон и порядок: Специальный корпус | Law & Order: Special Victims Unit | Трейси Харрисон             | Эпизод: «Child’s Welfare»                           |
| 2013—2017 | Сонная Лощина                       | Sleepy Hollow                     | Эбби Гейл Миллс / Свидетель | Регулярная роль; 49 эпизодов /3 сезона              |
| 2019      | Черное зеркало                      | Black Mirror                      | Тео                         | Эпизод «Striking Vipers»                            |
| 2020      | И повсюду тлеют пожары              | Little Fires Everywhere           | Мадлен Райан                | 2 эпизода                                           |

Театр
| Год       | Название на русском       | Название на английском | Роль               | Примечания        |
| --------- | ------------------------- | ---------------------- | ------------------ | ----------------- |
| 2010—2011 | Свободный цветной человек | A Free Man of Color    | Марджери Джоликоер | Бродвейский дебют |